# Mionides
Mionides là một chi bướm đêm thuộc họ Noctuidae.